# Hoplothrips corticis
Hoplothrips corticis är en insektsart som först beskrevs av De Geer 1773.  Hoplothrips corticis ingår i släktet Hoplothrips och familjen rörtripsar. Arten är reproducerande i Sverige. Inga underarter finns listade i Catalogue of Life.